# Campeonato Cookense de Futebol
O Campeonato Cookense de Futebol ou Cook Islands Round Cup, é a principal divisão do futebol de Ilhas Cook, organizado pela Associação de Futebol das Ilhas Cook, desde 1950.

## Participantes em 2020
- Avatiu
- Matavera
- Nikao Sokattack
- Puaikura
- Takuvaine
- Titikaveka
- Tupapa Maraerenga

## Campeões
| Ano     | Campeão                     | Vice-campeão       |
| ------- | --------------------------- | ------------------ |
| 1992    | Tupapa Maraerenga (Avarua)  |                    |
| 1993    | Tupapa Maraerenga (Avarua)  |                    |
| 1994    | Avatiu FC (Avatiu)          |                    |
| 1995    | PTC Coconuts (Rarotonga)    |                    |
| 1996    | Avatiu FC (Avatiu)          |                    |
| 1997    | Avatiu FC (Avatiu)          |                    |
| 1998–99 | Tupapa Maraerenga (Avarua)  | Avatiu FC (Avatiu) |
| 1999    | Avatiu FC (Avatiu)          |                    |
| 2000    | Nikao Sokattack (Rarotonga) |                    |
| 2001    | Tupapa Maraerenga (Avarua)  |                    |
| 2002    | Tupapa Maraerenga (Avarua)  |                    |
| 2003    | Tupapa Maraerenga (Avarua)  |                    |
| 2004    | Nikao Sokattack (Rarotonga) |                    |
| 2005    | Nikao Sokattack (Rarotonga) |                    |
| 2006    | Nikao Sokattack (Rarotonga) |                    |
| 2007    | Tupapa Maraerenga (Avarua)  |                    |
| 2008    | Nikao Sokattack (Rarotonga) |                    |
| 2009    | Nikao Sokattack (Rarotonga) |                    |
| 2010    | Tupapa Maraerenga (Avarua)  |                    |
| 2011    | Tupapa Maraerenga (Avarua)  |                    |
| 2012    | Tupapa Maraerenga (Avarua)  |                    |
| 2013    | Puaikura (Arorangi)         |                    |
| 2014    | Tupapa Maraerenga (Avarua)  |                    |
| 2015    | Tupapa Maraerenga (Avarua)  |                    |
| 2016    | Puaikura (Arorangi)         |                    |
| 2017    | Tupapa Maraerenga (Avarua)  |                    |
| 2018    | Tupapa Maraerenga (Avarua)  |                    |
| 2019    | Tupapa Maraerenga (Avarua)  |                    |
| 2020    | Tupapa Maraerenga (Avarua)  |                    |
| 2021    | Nikao Sokattack (Rarotonga) |                    |
| 2022    | Tupapa Maraerenga (Avarua)  |                    |

## Títulos por equipe
| Clube                                     | Títulos |
| ----------------------------------------- | ------- |
| Tupapa Maraerenga                         | 16      |
| Titikaveka FC                             | 14      |
| Nikao Sokattak                            | 7       |
| Avatiu FC                                 | 6       |
| Puaikura (incluído 2 títulos do Arorangi) | 4       |
| PTC Coconuts                              | 1       |